# 定常系統
在經典力學裏，如果一個系統的所有約束都是定常約束（scleronomous constraint），則稱此系統為定常系統（scleronomous system）。定常約束顯性地不含時間。假若約束顯性地含時間，則稱此約束為非定常約束。

## 應用
主要項目：廣義速度
在三維空間裏，一個質量為{\displaystyle m}、速度為{\displaystyle \mathbf {v} }的粒子的動能是
{\displaystyle T={\frac {1}{2}}mv^{2}}。
速度是位置{\displaystyle \mathbf {r} }對於時間{\displaystyle t}的導數。應用偏微分連鎖律，可以得到
{\displaystyle \mathbf {v} ={\frac {d\mathbf {r} }{dt}}=\sum _{i}\ {\frac {\partial \mathbf {r} }{\partial q_{i}}}{\dot {q}}_{i}+{\frac {\partial \mathbf {r} }{\partial t}}}；
其中，{\displaystyle q_{i}}是第{\displaystyle i}個廣義坐標，{\displaystyle {\dot {q}}_{i}}是對應的廣義速度。
所以，
{\displaystyle T={\frac {1}{2}}m\sum _{i}\ \left({\frac {\partial \mathbf {r} }{\partial q_{i}}}{\dot {q}}_{i}+{\frac {\partial \mathbf {r} }{\partial t}}\right)^{2}}。
將方程式展開，動能可以分為三個項目表示：
{\displaystyle T=T_{0}+T_{1}+T_{2}}；
其中，
{\displaystyle T_{0}={\frac {1}{2}}m\left({\frac {\partial \mathbf {r} }{\partial t}}\right)^{2}}，
{\displaystyle T_{1}=\sum _{i}\ m{\frac {\partial \mathbf {r} }{\partial t}}\cdot {\frac {\partial \mathbf {r} }{\partial q_{i}}}{\dot {q}}_{i}}，
{\displaystyle T_{2}=\sum _{i,j}\ {\frac {1}{2}}m{\frac {\partial \mathbf {r} }{\partial q_{i}}}\cdot {\frac {\partial \mathbf {r} }{\partial q_{j}}}{\dot {q}}_{i}{\dot {q}}_{j},\!}。
{\displaystyle T_{0}}、{\displaystyle T_{1}}、{\displaystyle T_{2}}分別為廣義速度{\displaystyle {\dot {q}}_{i}}的0次、1次、2次齊次函數。如果這系統是定常系統，位置不顯性地含時間，{\displaystyle {\frac {\partial \mathbf {r} }{\partial t}}=0}，則只有{\displaystyle T_{2}}不等於零。所以，{\displaystyle T=T_{2}}，動能是廣義速度的2次齊次函數。

## 實例1：單擺

單擺

如右圖所示，單擺是由一個擺錘與一條繩子組成的簡單機械；繩子的上端固定，下端繫著擺錘。由於這繩子是無法伸縮的，繩子的長度是常數。所以，這系統是定常系統；它遵守定常約束
{\displaystyle {\sqrt {x^{2}+y^{2}}}-L=0}；
其中，{\displaystyle (x,\ y)}是擺錘的位置，{\displaystyle L}是擺長。

## 實例2：受驅擺

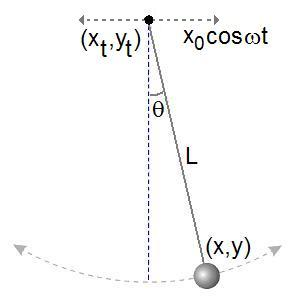
單擺的繩子上端受到簡諧運動的驅動。

參考右圖，假設一個單擺的繩子上端受到簡諧運動的驅動：
{\displaystyle x_{t}=x_{0}\cos \omega t}；
這裏，{\displaystyle x_{0}}是振幅，{\displaystyle \omega }是角頻率，{\displaystyle t}是時間。
由於無法伸縮繩子的長度是常數，擺錘與繩子上端的直線距離保持不變。但是，因為單擺的繩子上端受到簡諧運動的驅動，這個受驅擺系統是非定常系統；它遵守非定常約束
{\displaystyle {\sqrt {(x-x_{0}\cos \omega t)^{2}+y^{2}}}-L=0}。

## 參閱
- 拉格朗日力學
- 完整系統
- 非定常系統
- 單演系統
- 保守系統